# Roemjana Karapetrova
Roemjana Dimitrovna Karapetrova (Bulgaars: Румяна Димитрова Карапетрова) (Kazanlik, 7 februari 1982) is een atleet uit Bulgarije.
Op de Olympische Zomerspelen van Beijing in 2008 nam Karapetrova deel aan het onderdeel speerwerpen.
- World Athletics: 14268680